# Medinilla sarcorhiza
Medinilla sarcorhiza là một loài thực vật có hoa trong họ Mua. Loài này được (Baill.) Cogn. mô tả khoa học đầu tiên năm 1891.